# تپه‌های شماره ۱ و ۲ کمالوند
تپه‌های شماره ۱ و ۲ کمالوند مربوط به دوران پیش از تاریخ ایران باستان تا دوران‌های تاریخی پس از اسلام است و در شهرستان خرم‌آباد، بخش زاغه، روستای کمالوند واقع شده و این اثر در تاریخ ۱۶ آبان ۱۳۷۹ با شمارهٔ ثبت ۲۸۲۵ به‌عنوان یکی از آثار ملی ایران به ثبت رسیده‌است.